# 포세이돈 (2006년 영화)
포세이돈(Poseidon)은 2006년 5월 12일 개봉한 미국의 영화로, 포세이돈 어드벤처의 리메이크 작품이다.

## 캐스팅
- 조시 루커스 - 딜런 존스 (Dylan Johns)
- 커트 러셀 - 로버트 램지 (Robert Ramsey)
- 에미 로섬 - 제니퍼 램지 (Jennifer Ramsey)
- 마이크 보겔 - 크리스천 샌더스 (Christian Sanders)
- 재신다 바렛 - 매기 제임스 (Maggie James)
- 미아 마에스트로 - 엘레나 곤잘레즈 (Elena Gonzalez)
- 리처드 드레이퓨스 - 리처드 넬슨 (Richard Nelson)
- 지미 버넷 - 코너 제임스 (Connor James)
- 케빈 딜런 - 럭키 래리 (Lucky Larry)
- 프레디 로드리게스 - 마르코 발렌틴 (Marco Valentin)
- 안드레 브라우어 - 마이클 브래드포드 (Michael Bradford)
- 스테이시 퍼거슨 - 글로리아 (Gloria)